# Centrale nucléaire de Palisades
La centrale nucléaire de Palisades est une centrale électrique américaine composée d'un seul réacteur nucléaire de 800 MW, située sur la rive du lac Michigan. Fermée en 2022, elle pourrait devenir la première centrale nucléaire à être remise en service.

## Description
La centrale est située sur la rive du Lac Michigan, près de South Haven dans le comté de Van Buren de l'État du Michigan sur un terrain de 2 km2.
Elle est équipée d'un seul réacteur à eau pressurisée (REP) construit par Combustion Engineering : Palisades, de 798 MWe, mis en service en 1971 pour 40 ans, puis 60 ans, soit jusqu'à 2031.
L'exploitant de Palisades est Nuclear Management Company et le propriétaire est CMS Energy Corporation. La centrale devait être vendue à Entergy en 2006.
La demande de prolongation de licence a été présentée en 2005 à la Nuclear Regulatory Commission et acceptée le 18 janvier 2007.

## Stockage du combustible usé
Actuellement, le combustible usé est stocké en dehors du réacteur dans neuf containers contenant chacun 30 tonnes de combustible usé coulé dans du béton. C'est une solution provisoire en attendant l'ouverture d'un site de stockage définitif prévu au Waste Isolation Pilot Plant dans Yucca Mountain.

## Remplacement de composants
Deux générateurs de vapeur défaillants ont été remplacés en 1992. Cela a nécessité de faire une ouverture suffisante à travers la paroi de l'enceinte en béton du bâtiment réacteur. Les générateurs de vapeur remplacés ont été entreposés dans un grand bâtiment sur le site même.

## Démantèlement
La centrale a été mise à l'arrêt le 20 mai 2022[pourquoi ?]. Une fois le combustible retiré, la centrale a été achetée par Holtec International.

## Intentions de redémarrage des opérations
En janvier 2024, le gouvernement des États-Unis a proposé un prêt de 1,5 milliard de dollars pour redémarrer la centrale nucléaire de Palisades. Le prêt pourrait commencer dès février 2024. Si l'opération de redémarrage est un succès, Palisades deviendrait la première centrale nucléaire des États-Unis à redémarrer après que la totalité de son combustible a été retirée et que la licence a été révisée afin d'interdire de futures opérations.
Holtec a annoncé le 30 septembre que la garantie de son prêt est acquise, avec le soutien de l'État du Michigan et un accord d’achat d’électricité sur le long terme, soutenu par le ministère de l'Agriculture (USDA) au travers d’une subvention de plus de 1,3 milliard de dollars prise sur le fond du programme Empowering Rural America (New ERA) à deux coopératives électriques rurales. La centrale pourrait être remise en route au 4e trimestre 2025.

## Petits réacteurs modulaires
En décembre 2023, Holtec International a annoncé son intention de construire ses deux premiers SMR-300 à Palisades, avant 2035.